# Victor Oscar Graeff
Victor Oscar Graeff (? — ?) foi um advogado e político brasileiro.
Foi eleito deputado estadual, pelo UDN, para a 37ª, 38ª e 39ª Legislaturas da Assembleia Legislativa do Rio Grande do Sul, de 1947 a 1959.
Em sua homenagem foi dado seu nome ao município de Victor Graeff, ao qual havia liderado o projeto emancipacionista, tendo sido um dos grandes responsáveis pela sua emancipação.